# Bullockia pseudosetiflora
Bullockia pseudosetiflora är en måreväxtart som först beskrevs av Diane Mary Bridson, och fick sitt nu gällande namn av Razafim., Lantz och Birgitta Bremer. Bullockia pseudosetiflora ingår i släktet Bullockia och familjen måreväxter. Inga underarter finns listade i Catalogue of Life.